# Danny Kah
Daniel „Danny” Kah (ur. 5 maja 1967 w Two Wells) – australijski łyżwiarz szybki.

## Kariera
Największy sukces w karierze Danny Kah osiągnął w 1991 roku, kiedy zajął czwarte miejsce podczas wielobojowych mistrzostw świata w Heerenveen. Kah był tam kolejno piętnasty na 500 m, szósty w biegach na 5000 m i 1500 m oraz ósmy na dystansie 10 000 m. W tej samej konkurencji był też między innymi dziewiąty na mistrzostwach świata w Medeo w 1988 roku oraz rozgrywanych dwa lata później mistrzostwach świata w Innsbrucku. W 1988 roku wystartował na igrzyskach olimpijskich w Calgary, gdzie był czternasty na 1500 m i dziesiąty na 5000 m. Na rozgrywanych cztery lata później igrzyskach w Albertville jego najlepszym wynikiem było dwunaste miejsce na 10 000 m. Brał też udział w igrzyskach olimpijskich w Lillehammer w 1994 roku, zajmując 25. miejsce w biegach na 1500 i 5000 m. Wielokrotnie startował w zawodach Pucharu Świata, przy czym raz stanął na podium: 17 lutego 1991 roku w Albertville był trzeci na 1500 m. Najlepsze wyniki osiągnął w sezonie 1990/1991, kiedy był ósmy w klasyfikacji końcowej 1500 m. W 1994 roku zakończył karierę.